# Maximilian Herwerth
Maximilian Tobias Herwerth (* 9. Februar 2006 in Stuttgart) ist ein deutscher Fußballspieler.

## Karriere

### Verein
In der Jugend des MTV Stuttgart spielte Herwerth zunächst in der Offensive, bevor er in der U13-Mannschaft in der Abwehr eine andere Position erhielt. Ab 2019 war er drei Jahre lang für die Stuttgarter Kickers aktiv. Herwerth wechselte 2022 zum VfB Stuttgart. Am 6. März 2024 verlängerte er seinen Vertrag beim VfB langfristig.
In der Rückrunde der Regionalliga Südwest kam Herwerth 2024 bereits zu drei Einsätzen in der 2. Mannschaft des VfB und hatte so auch einen Anteil am überraschenden Aufstieg  in die 3. Liga. Dort kam er am 25. August 2024 gegen den SV Wehen Wiesbaden am 3. Spieltag der Saison 2024/25 zu seinem Debüt im Profifußball.

### Nationalmannschaft
Bei der U17-Weltmeisterschaft 2023 kam Herwerth für die deutsche U17-Nationalmannschaft insgesamt zu fünf WM-Einsätzen. Er wurde nach seiner Einwechslung im Endspiel des Turniers mit Deutschland U17-Weltmeister.
Mit der deutschen U19-Nationalmannschaft nahm er an der U-19-Europameisterschaft 2025 teil und erreichte mit seinem Team das Halbfinale.

## Erfolge
- U17-Weltmeister: 2023
- Meister der Regionalliga Südwest und Aufstieg in die 3. Liga: 2024